# Оксиграфис
Окси́графис, или Ледя́нка, или Ледяно́й лю́тик (лат. Oxȳgraphis) — олиготипный род двудольных растений семейства Лютиковые (Ranunculaceae). Выделен немецко-российским ботаником Александром Андреевичем Бунге в 1836 году.
Представителей рода нередко включают также в состав рода Лютик (Ranunculus).

## Виды
- Oxygraphis chrysocycla Rech.f.
- Oxygraphis delavayi Franch.
- Oxygraphis glacialis (Fisch. ex DC.) Bunge typus — Оксиграфис ледниковый
- Oxygraphis kumaonensis I.D.Rai & G.S.Rawat
- Oxygraphis nepalensis Tamura
- Oxygraphis polypetala Royle ex D.Don
- Oxygraphis shaftoana Aitch. & Hemsl.
- Oxygraphis tenuifolia W.E.Evans

## Распространение
Известны из Китая, Бутана, Индии, Непала, Пакистана, Монголии, Казахстана и России.

## Общая характеристика
Бесстебельные многолетние травянистые растения.
Корневище укороченное.
Все листья — прикорневые, черешковые, в основном цельные, реже членённые.
Соцветие с одним, реже двумя—тремя обоеполыми цветками жёлтого цвета с 5—19 лепестками.